# Збаражське слово
Збаражське слово — (1919, число 1; Збараське Слово, 1919, числа 2-8) — газета, «орган Комісаріяту в Збаражі», 2-8 числа — «Державного повітового Комісаріяту» ЗУНР.
Виходила від 4 лютого до 24 березня 1919 раз на тиждень. Мета — інформування населення Збаразького повіту ЗУНР про урядові розпорядження, повітові та міжнародні події.